# خادنوو
خادنوو (به لهستانی:  Hadynów) یک روستا در لهستان است که در گمینا اولشانکا (استان ماسوویان) واقع شده‌است.